# (500037) 2011 SG114
(500037) 2011 SG114 es un asteroide perteneciente al cinturón de asteroides, descubierto el 19 de marzo de 2010 por el equipo del Mount Lemmon Survey desde el Observatorio del Monte Lemmon, Arizona, Estados Unidos.

## Designación y nombre
Designado provisionalmente como 2011 SG114.

## Características orbitales
2011 SG114 está situado a una distancia media del Sol de 3,179 ua, pudiendo alejarse hasta 4,225 ua y acercarse hasta 2,133 ua. Su excentricidad es 0,328 y la inclinación orbital 24,19 grados. Emplea 2070,76 días en completar una órbita alrededor del Sol.
El próximo acercamiento a la órbita terrestre se producirá el 12 de febrero de 2131.

## Características físicas
La magnitud absoluta de 2011 SG114 es 16,5. Tiene 3 km de diámetro y su albedo se estima en 0,054.